# Андріївка (Раївська сільська громада)
Андрі́ївка — село в Україні, у Синельниківському районі Дніпропетровської області. Входить до складу Раївської сільської громади. Населення за переписом 2001 року становить 174 особи. До 2017 року орган місцевого самоврядування — Миролюбівська сільська рада.

## Історія
12 червня 2020 року, відповідно до розпорядження Кабінету Міністрів України № 709-р від «Про визначення адміністративних центрів та затвердження територій територіальних громад Дніпропетровської області», увійшло до складу Раївської сільської громади.
19 липня 2020 року, в результаті адміністративно-територіальної реформи та ліквідації   Синельниківського (1923—2020) району, село увійшло до складу новоутвореного Синельниківського району.

## Географія
Село Андріївка розташоване на березі річки Середня Терса, вище за течією на відстані 1,5 км розташоване село Миролюбівка, нижче за течією на відстані 1 км розташоване село Запоріжжя-Грудувате (зняте з обліку в 2002 році). У селі Балка Гракова впадає у річку Середню Терсу.

## Археологія
Поховання доби бронзи (II—І тисячоліття до н. е.) виявлено на схилі балки Криничної у села Андріївка.